# روجر لي هال
روجر لي هال (بالإنجليزية: Roger Lee Hall)‏ هو ملحن أمريكي، ولد في 1942.